# Galintias
Galintias (stgr. Γαλινθιάς) – postać z mitologii greckiej, służka Alkmeny.

## Życiorys
Była córką Tebańczyka Projtosa. Kiedy Alkmena miała wydać na świat Heraklesa, bogini porodu Ejlejtyja na prośbę zazdrosnej Hery stanęła na progu domostwa ze skrzyżowanymi rękami i nogami, przez dziewięć dni i nocy uniemożliwiając poród. Zdjęta litością Galintias uciekła się wówczas do podstępu, by pomóc swojej cierpiącej pani. Wybiegła na zewnątrz wołając, że dziecko już się narodziło, wówczas Ejlejtyja opuściła swoją pozycję i Alkmena w tym momencie porodziła. Za karę boginie zamieniły Galintias w łasicę. Zdjęta litością Hekate wzięła ją wówczas na służbę do siebie i odtąd łasica stała się poświęconym jej zwierzęciem.
Gdy Herakles dorósł, wystawił Galintias w podzięce sanktuarium koło swojego domostwa. W późniejszym okresie Tebańczycy składali jej ofiary podczas święta poświęconego herosowi. Pauzaniasz (IX 11,3) w swojej wersji mitu zastąpił postać Galintias Historis, córką Tejrezjasza.